# Президентство Джеймса Монро
Президентство Джеймса Монро началось 4 марта 1817 года, когда прошла его инаугурация как пятого президента США, и закончилась 4 марта 1825 года. До этого Джеймс Монро занимал пост вице-президента при Томасе Джефферсоне и госсекретаря при Джеймсе Мэдисоне; он стал президентом после победы на президентских выборах 1816 года над федералистом Руфусом Кингом. Так как партия федераоистов распалась, то Монро был единственным кандидатом на президентских выборах 1820 года. Его преемником в 1825 году стал Джон Куинси Адамс.
В годы его президентства Федералистская партия утратила свою популярность и вышла из политики, поэтому из-за отсутствия партийных конфликтов этот период истории был назван Эрой доброго согласия. На этот период пришёлся кризис 1819 года, первая крупная рецессия в американской истории. Монро поддержал несколько проектов федералистов, но на некоторые наложил вето. Он же подписал Миссурийский компромисс, который включил в Союз штат Миссури как рабовладельческий, но запретил рабство к северу от 36°30′ северной широты.
В области внешней политики Монро и госсекретарь Адамс стремились к приобретению у Испании Восточной Флориды, и добились этой цели в результате договора Адамса-Ониса. Его администрация заключила два договора с Великобританией, впервые после 1812 года начав сближаться с этой страной. Договор Раш-Баго демилитаризировал северную границу США, а договор 1818 года решил пограничные споры и урегулировал вопрос Орегонской территории. Монро симпатизировал освободительному движению в Латинской Америке и был противником европейского вмешательства в дела этого региона. В 1823 году он сформулировал Доктрину Монро, продекларировав политику невмешательства США в европейские дела, но осудив любые попытки новой колонизации Америки.
При Монро в состав США вошли пять новых штатов: Миссисипи (1817), Иллинойс (1818), Алабама (1819), Мэн (1820) и Миссури (1821).
Президентство Монро хронологически совпадает с историческим периодом, известным как «Эра доброго согласия».
В рейтинге американских президентов Монро занимает позиции выше среднего. Он находится на 13-м месте по статистике C-SPAN 2017 года, что на уровень ниже Барака Обамы и на уровень выше Джеймса Полка.

## Выборы 1816 года

Карта выборов 1816 года.

В начале 1815 года Джеймс Монро был военным секретарём в администрации президента Мэдисона (на этом посту он успел составить проект закона о формировании регулярной армии); в марте он покинул этот пост и возглавил Государственный департамент. Когда англо-американская война подошла к концу, а также подошло к концу президентство Мэдисона, внимание Монро и политиков Конгресса сосредоточилось на президентских выборах 1816 года. Монро был сильным кандидатом, с большим опытом дипломатической и административной работы. Его недостатком было происхождение: он был вирджинцем, а вирджинцы занимали пост президента уже три раза из четырёх. Многие предпочитали видеть президентом Уильяма Кроуфорда, который при Мэдисона занимал пост военного секретаря.
16 марта собрался кокус республиканской партии, на котором присутствало 118 делегатов Конгресса из 125-ти, на котором Монро был выдвинут кандидатом в президенты от республиканской партии. Он получил 65 голосов, а Кроуфорд 45. Губернатор штата Нью-Йорк Даниель Томпкинс был выдвинут кандидатом в вице-президенты 85-ю голосами против 30-ти. У Монро оставались враги, которые в прессе обвиняли его в нерешительности и в зависимости от мнения окружающих. Они предлагали Девитту Клинтону выступить в качестве соперника Монро на выборах, но тот отказался в этом участвовать. Федералисты не собирали кокуса или конвента для выдвижения кандидата; предполагалось, что Руфус Кинг будет кандидатом от федералистов, но и он не вёл предвыборной агитации и вообще не прилагал усилий к достижению президентства. В частном письме он говорил, что результат этих выборов слишком очевиден.
Когда в декабре прошло голосование, Монро победил во всех штатах, кроме трёх и получил 183 голоса выборщиков. Кинг победил в Массачусетсе, Коннектикуте и Делавэре и получил 34 голоса. Сенат подсчитал голоса 17 февраля 1817 года, при этом возникла проблема с голосами от Индианы, которая фактически проголосовала ещё до принятия в Союз. В итоге все три электоральных голоса Индианы были засчитаны, поскольку всё равно не влияли на результат.

### Формирование кабинета
Ещё до выборов Монро начал размышлять о составе своего кабинета и выслушивать рекомендации. Генерал Эндрю Джексон написал ему в ноябре 1816 года, предложив назначить военным секретарём федералиста Уильяма Дрейтона. Он писал, что всё теперь зависит от правильного выбора министров и призвал избегать духа партийности при назначениях. «Настало время истребить этого Монстра под названием Дух партий», писал он. Монро ответил, что президент должен быть над всеми партиями, но федералисты несут вред стране, поэтому он намерен опираться на республиканскую партию, но надеется, что федералисты постепенно перейдут в республиканскую партию. Однако, он сказал, что при назначении министров он будет руководствоваться на политическими соображениями, а географическими, и назначит представителей Востока, Средней Атлантики, Юга и Запада.
В то время существовало понимание, что тот, кого назначат госсекретарём, с большой вероятностью станет следующим президентом, поэтому на этот пост Монро искал человека на Востоке или Юге, и в итоге предложил его Джону Куинси Адамсу (представителю Востока), у которого был большой опыт дипломатической работы. На эту должность претендовал Уильям Кроуфорд (представителя Юга), но Монро уговорил его остаться на посту госказначея. На должность военного секретаря Монро искал представителя Запада: Генри Клей ранее отказался от этого поста, Эндрю Джексон тоже не проявлял интереса, кентуккийский губернатор Исаак Шелби отказался из-за преклонного возраста, и только в октябре 1817 года занять пост согласился Джон Кэлхун. Бенжамин Крауниншилд остался на посту главы военно-морского ведомства.
Адамс приехал из Англии только в сентябре 1817 года, и во время его отсутствия Ричард Раш совмещал обязанности верховного прокурора и госсекретаря. После приезда Адамса Раш был переведён послом в Англию, а на пост верховного прокурора в ноябре 1817 года был назначен Уильям Вирт. Таким образом, кабинет был полностью сформирован только к декабрю 1817 года, как раз к первой сессии 15-го Конгресса.

## 1817

### Инаугурация
1 марта 1817 года Монро попросил Джона Маршалла принять у него президентскую присягу 4-го числа в 12:00 в зале Палаты представителей, но уже утром 4-го церемония была перенесена под специальный портик перед зданием Конгресса. В 11:30 Монро вместе с новым вице-президентом покинул свой дом на 1-й улице и дошёл до здания Конгресса, где в зале Сената была принята присяга у вице-президента. Оттуда все направились в портик, где Монро зачитал свою инаугурационную речь. После этого Маршалл принял у него присягу. 5 или 6 тысяч человек стали свидетелями этого события. После этого Монро вернулся в свой дом, где принял друзей, конгрессменов и иностранных представителей. Вечером был дан бал в отеле Дэвис, на котором присутствовали сам Монро с женой, Джеймс и Долли Мэдисон, главы департаментов и иностранные послы.

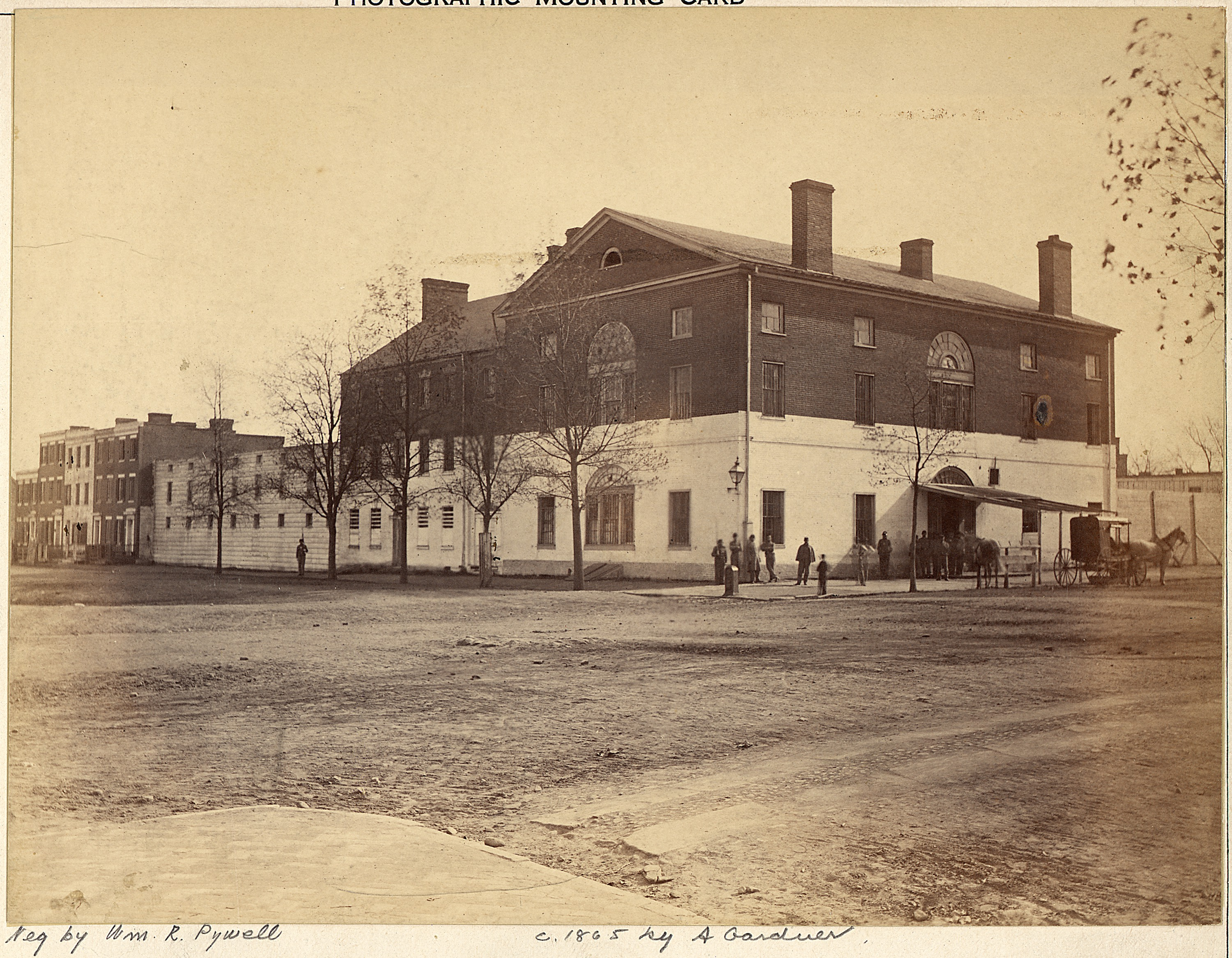
Временное здание Капитолия США, фото 1860-х годов.

В те дни Вашингтон ещё восстанавливался после разорения британской армией в 1814 году; резиденция президента была ещё в ремонте, и Монро смог переехать туда только в сентябре. Конгресс собирался во временном кирпичном здании, построенном на месте бывшего здания Верховного суда, а здание Капитолия оставалось в ремонте ещё три года.
Инаугурационная речь Монро была невыразительна и впоследствии почти не цитировалась. Он рассказал о том, как много достигла страна со времен революции, как расширился Союз и как процветает экономика. Он заметил, что военная опасность миновала, но внешние угрозы ещё существуют, поэтому надо уделать внимание армии, береговым укреплениям и ополчению. Он упомянул о необходимости дополнительных дорог и каналов, не уточнив, имеет ли верховная власть на это полномочия. Он доложил о хорошем состоянии казначейства и выразил надежду, что внешний долг будет выплачен в самое ближайшее время. В заключении он заметил, что страна прошла эпоху раздоров и достигла внутренней гармонии, и что он постарается поддерживать эту гармонию. В последующие дни Сенат собрался на особую сессию, одобрил все административные назначения и 6 марта был распущен до декабря.

### Первое путешествие
До начала сессии Конгресса 1 декабря у Монро было достаточно времени на формирование своей политики, члены кабинета ещё не собрались, поэтому он решил последовать примеру Вашингтона и совершить путешествие по стране. Война показала необходимость усиление прибрежных фортов, укрепления северной границы и совершенствования военного флота, и надо было подготовить к этим реформам как администрацию, так и общественное мнение. Он решил проехать на север через все форты и верфи, в потом вдоль всей северной границы. Его бывший секретарь Николас Биддль одобрил эту идею, пожаловавшись, что президенты стали слишком кабинетными людьми, которых почти не видит обычный гражданин. Монро надеялся, что это будет просто деловая поездка частного лица, но путешествие сразу же превратилось в череду торжественных мероприятий.
1 июня Монро посетил Балтимор, и уже утром 2 июня отплыл на пароходе в Филадельфию. 5 июня он был в Филадельфии, посетил Пенсильванское общество Цинцината, осмотрел верфи и тюрьмы, затем отправился в Нью-Йорк, по пути посетив Трентон, где когда-то был ранен в бою. 9 июня он посетил Статен-Айленд, 11 июня прибыл в Нью-Йорк, где посетил арсеналы и фабрики, сплавал на пароходе в Вест-Пойнт, а 20 июня отбыл в Нью-Хэйвен. Так же на пароходе он посетил Род-Айленд. Частое использование пароходов в ходе этого путешествия стало одним из свидетельств наступающей транспортной революции.
В начале июля Монро прибыл в Бостон, где отметил День независимости посещением поля боя при Банкер-Хилл. Он посетил Гарвардский университет и навестил бывшего президента Джона Адамса в Куинси. Массачусетс был цитаделью федерализма, но на всём пути президента встречали доброжелательно, поэтому бостонская газета Columbian Centinel назвала это проявлением «доброго согласия» (demonstration of good feelings), что дало название всей эпохе президентства Монро: «Эра доброго согласия». Из Бостона Монро проследовал на запад, через Огайо до Детройта, откуда вернулся в Вашингтон к 17 сентября, потратив на поездку 16 недель.

### 15-й Конгресс
Вернувшись в Вашингтон, Монро встретился с Адамсом и обсудил с ним внешнюю политику, особенно положение в Южной Америке, где начались восстания против Испании. В конце октября он собрал кабинет на встречу, где поставил перед ним ряд вопросов: имеет ли право президент признавать новые государства, не признанные Испанией? Если в такое государство отправить посла, будет ли это считаться признанием? Может ли Испания на этом основании объявить войну? Стоит ли отправить в Южную Америку корабли с наблюдателями, чтобы они доложили о ходе революций? Кабинет собирался 25, 28 и 30 октября и не нашёл ответы на все вопросы, но сформировал процедуру обсуждений, которой следовал потом все годы президентства Монро.

28 ноября он собрал кабинет (ещё без Кэлхуна) для обсуждения черновика обращения к 15-му Конгрессу. Текст был разобран по параграфам, скорректирован, а 2 декабря Монро отправил его в Конгресс, который собрался на сессию 1 декабря. Подобно Джефферсону и Мэдисону он поручил зачитывание специальному клерку. Были напечатаны 7000 копий обращения, а также он был опубликован в газетах. В обращении Монро снова напомнил о необходимости усиления береговой и пограничной обороны, посвятил много места отношениям с Испанией и положению в испанских колониях, и подчеркнул, что будет придерживаться нейтралитета в конфликте Испании с колониями. Обрисовав положение на Западе, он сказал, что государство должно охранять, развивать и цивилизовывать коренных американцев, которые смогут выжить только перейдя на европейский образ жизни. Он снова упомянул о необходимости дорог и каналов, но высказал мнение, что это находится вне полномочий Конгресса.
Не все в Конгрессе согласились с политикой Монро относительно испанских колоний. Генри Клей, который предполагал быть соперником Монро на следующих президентских выборах и который недолюбливал Адамса, на место которого метил сам, выступил за признание восставших колоний, и с этой программой стал формировать оппозицию президенту. Адамс предполагал, что Клей станет главной проблемой для президента. На сессии Конгресса Клей предложил отправить посла в восставший Буэнос-Айрес, но его предложение было отклонено.
Наблюдатели отметили изменившееся соотношение республиканцев и федералистов в Конгресса (142 к 40 против 116 к 67 в прежнем Конгрессе), то приписывалось угасанию партийного духа. Газета Weekly Register написала, что это угасание говорит о наступлении «Эры доброго согласия». Сами участники Конгресса подтверждали, что ни один вопрос на сессии не рассматривался с партийной точки зрения, и что партийные различия полностью забыты.
Когда сессия конгресса завершилась, Монро пожаловался Мэдисону, что в этот раз конгрессмены были более требовательны к исполнительной власти, чем ранее, и настойчивее требовали предоставления информации по различным вопросам. Труднее всего, по его словам, давались вопросы отношения с испанскими колониями и вопросы полномочий Конгресса в деле строительства дорог.

### Принятие Миссисипи
В 1816 году жители Территории Миссисипи собрались на конвент и выбрали Гарри Тулмина делегатом в Вашингтон, чтобы он добивался принятия Территории в Союз единым штатом. В то же время миссисипский делегат в Конгрессе Уильям Латтимор предложил разделить Территорию на две части (Миссисипи и Алабама), полагая, что южные сенаторы охотнее примут два штата (которые дадут 4 новых сенатора), чем один. В итоге уже 1 марта 1817 года Монро подписал акт, разделивший Территорию Миссисипи надвое и образовавший Территорию Алабама, и дающий право миссисипцам создать свою конституцию. В июле 1817 года 48 делегатов от 14-ти округов Миссисипи собрались на конвент в миссисипском Вашингтоне и создали Конституцию Миссисипи, которая устанавливала столицу штата в Натчезе. Поскольку все требования, предъявленные к Миссисипи были соблюдены, Монро 10 декабря подписал резолюцию, принимающую Миссисипи в Союз в качестве 20-го штата. Территориальный губернатор Дэвид Холмс стал первым губернатором штата, Уолтер Лик и Томас Уильямс стали первыми сенаторами от Миссисипи в Конгрессе США.

## 1818 год

### Первая семинольская война
Ещё 26 декабря 1817 года на совещании кабинета обсуждалась проблема флоридской границы, где индейцы-семинолы время от времени вторгались на американскую территорию. Было решено отправить генерала Джексона в Джорджию для борьбы с семинольскими набегами. В январе 1818 года (ещё не получив приказов) Джексон написал президенту, что ради безопасности границы надо занять всю Флориду, и что это можно сделать за 60 дней. 11 января он получил приказы возглавить войска на границе и 22 января выступил из форта Скотт. Приказы разрешали ему вторгнуться на территорию Флориды, если это нужно для преследования противника. Весной стало известно, что Джексон вступил с армией во Флориду и 7 апреля захватил испанский форт Сан-Маркс и взял в плен двух британских агентов. Оттуда он повернул к Пенсаколе, где 28 мая захватил главный форт. Он написал президенту, что эти действия необходимы для прекращения индейской войны.
Поступок Джексона создал множество проблем для администрации; французский и британский послы потребовали объяснений. Кабинет обсуждал проблемы на шести собраниях и все, кроме Адамса, пришли к убеждению, что Джексон превысил свои полномочия и действовал вопреки инструкциям. После долгих обсуждений был сформулирован ответ испанскому послу, Луису де Онису. Пенсаколу было решено вернуть Испании, а Джексону было направлено соответствующее письмо. Джексон решительно отрицал превышение полномочий. В письме от 19 августа он утверждал, что ему поручено было устранить угрозу со стороны семинолов, и что он действовал строго в соответствии с этими приказами. Переписка между президентом и Джексоном по этому вопросу затянулась до осени.

В ноябре Монро составил второе обращение к Конгрессу, в котором заявил что будет продолжать политику невмешательства в дела испанских колоний, и лишь кратко описал события во Флориде. Споры по форидскому вопросу затянулись надолго. В итоге Джексон не получил порицания от Конгресса, хотя и был сильно оскорблён позицией некоторых конгрессменов и лично Кэлхуна. Свою позицию в этой истории Джексон защищал ещё много лет спустя, уже будучи президентом. Между тем госсекретарь Адамс вёл переговоры с испанским послом по поводу инцидента, и одновременно предлагал испанцам уступить Флориду и согласовать границу на Западе. Эти переговоры шли до конца 1818 года и зимой 1819 года.

### Присоединение Иллинойса

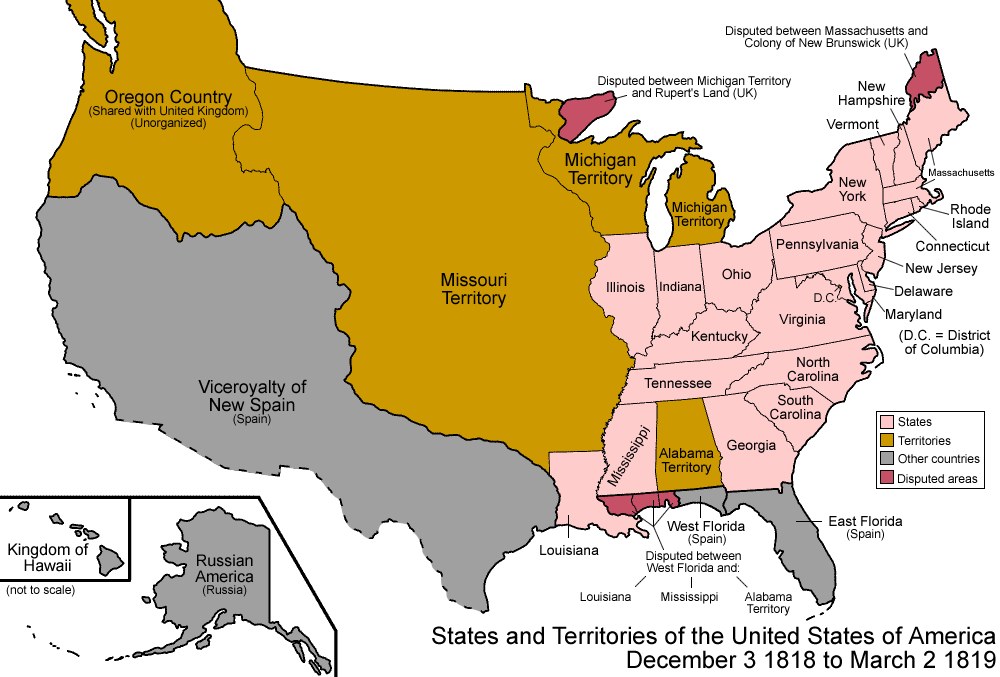
США 3 декабря 1818 ода, после присоединения Иллинойса.

16 января 1818 года Натаниэль Поуп, представитель территории Иллинойс в Конгрессе США, подал заявку на присвоение Иллинойсу статуса штата. Конгресс составил билль дающий право Иллинойсу создать конституцию и правительство, после чего Сенат принял билль 14 апреля, 16 апреля его приняла Палата представителей, а 18 апреля Монро подписал его. В июле в Иллинойсе прошли выборы на конституционный конвент, который собрался в августе в Каскаскии. 17 ноября, в своём годовом обращении к Конгрессу, Монро упомянул и о принятии Иллинойса. «Я с большим удовлетворением сообщаю о принятии ещё одного штата в наш Союз… — сказал он, — С распространением нашего правления на принципах нашей конституции на обширные территории в пределах наших границ, на Озёрах и на Миссисипи с её многочисленными притоками, в нашу систему влилась новая жизнь и энергия». 23 ноября резолюция о присоединении Иллинойса была зачитана в Конгрессе и принята 117 голосами «за» при 34 голосах «против». 1 декабря Сенат принял резолюцию в третьем чтении. На следующий день резолюция была передана президенту. 3 декабря он подписал её и Иллинойс официально стал 21-м штатом США.
Когда шло голосование о приёме Иллинойса, нью-йоркский конгрессмен Джеймс Таллмадж выступил против, поскольку конституция Иллинойса, хоть и не узаконивала рабство, тем не менее и не запрещала его прямо. Тогда это не вызвало споров, но они разгорелись позже, во время приёма Миссури.

## 1819

### Договор Адамса-Ониса
24 октября 1818 года Онис впервые сделал Адамсу встречное предложение, и к февралю 1819 года они пришли к соглашению относительно Флориды и Техаса. 22 февраля был подписан договор, согласно которому Флорида передавалась США, которые за это принимали на себя уплату 5 миллионов долларов, которые Испания должна была выплатить гражданам США в счёт понесённых убытков. США признавала Техас собственностью Испании, и была согласована граница, которая впервые в истории американской дипломатии доходила до Тихого океана. Адамс в дневнике назвал соглашение об этой границе «величайшей эпохой в нашей истории». 24 февраля Сенат единогласно одобрил заключённый договор. Этим достижением завершился второй год президентства Монро.

### Второе путешествие

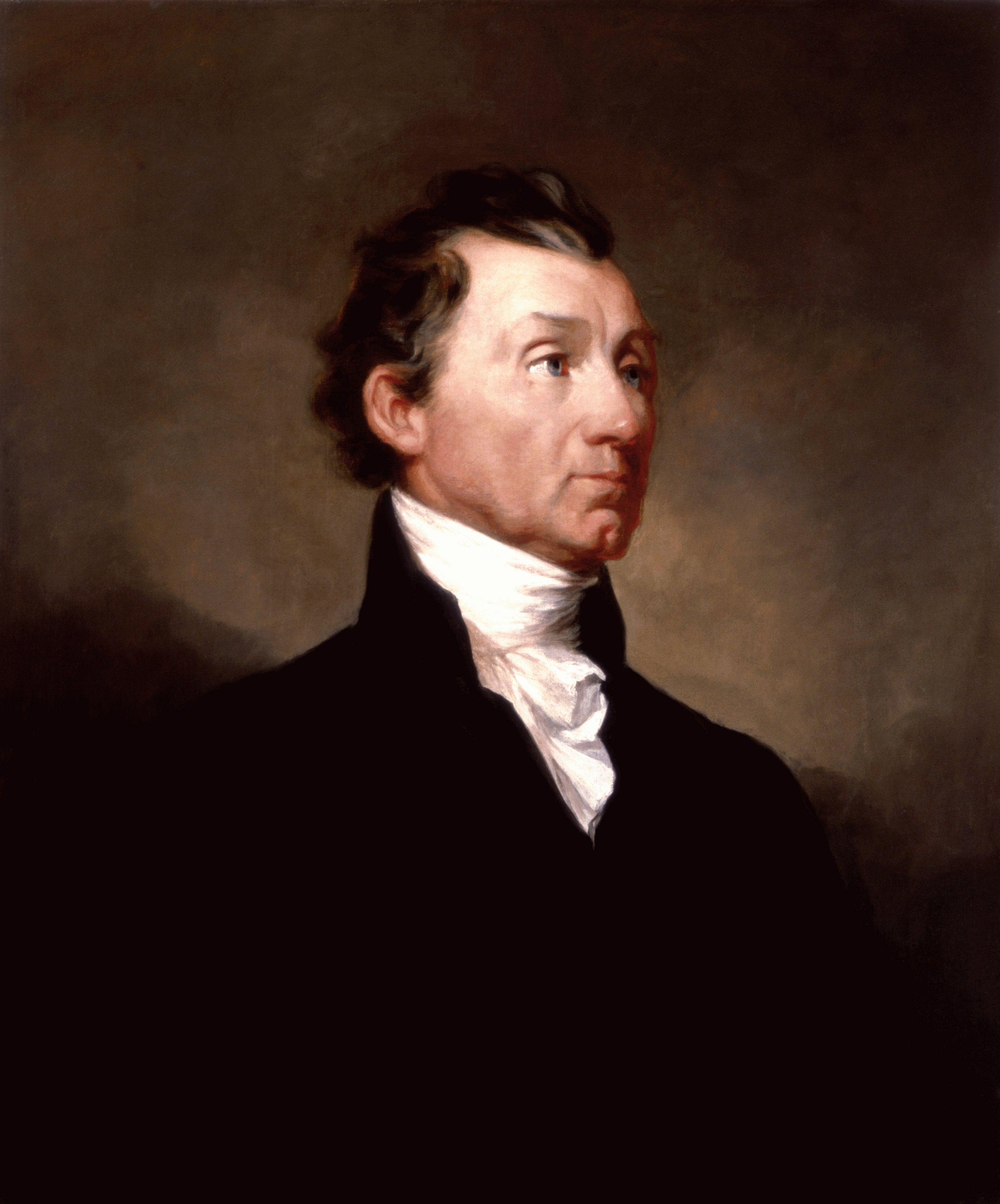
Президент Монро, портрет авторства Самюэля Морзе, 1819 год.

Монро изначально задумывал кроме путешествия по северу совершить и путешествие по югу страны. В конце марта 1819 года он покинул Вашингтон вместе с Джоном Кэлхуном, Самуэлем Говернером, и племянником Джеймсом Монро, на пароходе прибыл в Норфолк и проинспектировал места под новые форты, будущие форт Монро и форт Кэлхун. 4 апреля он был в Северной Каролине, где изучил заливы Албемарл и Пальмико, потом посетил Нью-Берн и Уилмингтон. Из Уилмингтона Монро отбыл на пароходе Prometheus, исторически втором пароходе, построенном в Северной Каролине.
Монро провёл неделю в Чарльстоне, потом посетил Бьюфорт и Саванну, откуда отплыл на пароходе в Огасту, проехал Джорджию, пересёк территорию индейцев чероки и прибыл в Нэшвилл, где посетил Эндрю Джексона в его усадьбе Эрмитаж. Там он решил отменить поездку в Сент-Луис, и сразу повернуть назад через Кентукки. Джексон сопровождал его по Теннесси и отправился с ним в Кентукки. Они посетили Коридон, столицу Индианы, после чего прибыли в Луисвилл, Франкфорт и Лексингтон, где Монро 4 июля отметил День независимости. В Гринсвилле он встретился с Генри Клеем, после чего отправился в Вирджинию. Он вернулся домой в округ Албемарл 2 августа.
Во время первого и второго путешествий на запад Монро показал свою заинтересованность развитием этого региона. Проектами по освоению запада заведовал Джон Кэлхун, но президент оказывал ему активную поддержку. В том году было решено отправить экспедицию для постройки форта в устье реки Йеллоустон. Эта, так называемая «Йеллоустонская экспедиция» не добилась своей цели, но параллельная, под руководством Стивена Лонга, сумела летом 1819 года подробно исследовать верховья реки Миссури. Она не достигла того же успеха, как экспедиция Льюиса и Кларка, но стала важным этапом в освоении Великих равнин и долины реки Платт.

### Кризис 1819 года
Когда в Европе завершились Наполеоновские войны, стала ощущаться нехватка звонкой монеты, что привело к падению цен на все товары. В США падение цен началось в 1816 году, но из-за земельного бума и хлопкового бума этот процесс был слабо ощутим. В Великобритании образовался избыток товаров, который было невозможно продать в Европу, и все эти товары хлынули в США, легко обходя систему таможенных сборов. Логистика морской торговли позволяла британским коммерсантам перевозить едва ли не за бесплатно, так что в 1816 году в США завозили даже мясо, сало и картофель. Экономика держалась из-за высоких цен на хлопок (32 цента за фунт), но из-за этих же цен британские фабрики переключились на индийский хлопок. Он оказался непригоден для британских машин, но это осознали слишком поздно. В 1819 году цены на американский хлопок упали в один день до 26 центов и вслед за этим стали падать цены на землю по всей стране.
Второй банк Соединённых Штатов, открывшийся в 1817 году, не смог бы предотвратить кризис, даже если бы грамотно управлялся. Его президент Уильям Джонс был ранее не вполне грамотным военно-морским министром, слабым министром финансов, и на посту президента банка он так же не проявил талантов. Он был терпим к человеческим слабостям и не препятствовал коррупции и спекуляциям. Филиалы банка на Западе и Юге выпустили слишком много бумажных денег, что привело к инфляции. Когда правительство потребовало от него вернуть 2 миллиона долларов в звонкой монете (для выплат долга за покупку Луизианы), он не смог этого сделать и подал в отставку. На его место президент Монро назначил Лэнгдона Чевеса, который стал сокращать расходы. Он стал выдавать меньше кредитов, повысил процентные ставки, и стал выводить из обращения бумажные деньги. На начало 1819 года у банк оставалось всего $2.5 миллиона в звонкой монете, Чевесу же удалось увеличить запас монет до $3.4 миллиона к началу 1820 года. К весне 1821 года запас увеличился до o $8 миллионов. Политика Чевеса усугубила депрессию и сделала её более длительной, но он спас банк США. Он ушёл в отставку в 1822 году и Монро назначил его  главным комиссаром по урегулированию международных военных исков.

### Присоединение Алабамы
Население Территории Алабама быстро увеличивалось во второе десятилетие века и выросло с 9046 человек в 1810 году до 127 901 человек в 1820 году. Территориальное правительство получало всё больше петиций с требованием предоставить Алабаме статус штата. В 1818 году населения территории уже достигло количества, позволяющего принять Алабаму в Союз в качества штата, и был отправлен соответствующий запрос в Конгресс. 2 марта 1819 года Монро подписал указ, дающий Алабаме право создать свою конституцию. В июле 1819 года в Хантсвилле собрался конституционный конвент, который разработал первую Конституцию Алабамы. Она была принята конвентом 2 августа 1819 года и не проходила ратификации референдумом. 14 декабря 1819 года Монро подписал указ о принятии Алабамы в Союз и она стала 22-м штатом США.

### Споры о Миссури
В начале 1818 года территория Миссури подала запрос на принятие её в Союз и в апреле был составлен соответствующий билль. Артур Ливермор, представитель от Нью-Гэмпшира, предложил внести в конституцию поправку, запрещающую рабство во всех присоединяемых штатах, но Конгресс решил не рассматривать это предложение. В феврале 1819 года билль снова рассматривался в Конгрессе, и на этот раз Джеймс Таллмадж, который ранее голосовал против принятия Иллинойса, предложил законодательно запретить рабство в Миссури. Это предложение превратило рутинный вопрос о принятии штата в дискусси о рабстве как таковом. Начали формироваться два лагеря: одна сторона утверждала, что Конгресс не имеет права предъявлять особые требования новому штату, а другая заявляла, что рабство несовместимо с республиканской формой правления. Споры затянулись, а между тем весь 1819 год в северных штатах проходили митинги в поддержку предложения Таллмаджа, и в Конгресс поступали многочисленные петиции.
Когда конгресс собрался на сессию 6 декабря 1819 года, вопрос рабства и принятия Миссури снова вызвал бурные дискуссии. Был сформирован специальный комитет для решения этого вопроса, но и он не нашёл решения. Когда Монро зачитывал Конгрессу своё годовое послание, он не упомянул споров о Миссури, но он внимательно следил за дискуссией. Сам Монро полагал, что Конгресс не имеет права выдвигать для Миссури особые условия. В своё время было запрещено рабство на территории Северо-Запада, но, замечал Монро, это было сделано ещё до принятия Конституции и не является прецедентом. Он сам был членом Конгресса в те годы; по его словам, тогда ими двигал революционный энтузиазм, но с тех пор прошло много времени, они обрели большой опыт, и на этот раз будут осмотрительнее.

## 1820

### Миссурийский компромисс
В первые дни Нового года вопрос о Миссури снова был поднят в Конгрессе и, по словам Генри Клея, захватил всё внимание Конгресса, так что никто не мог думать ни о чём другом. 3 февраля депутат от Иллинойса Джессе Томас предложил провести линию по меридиану 36°30', и запретить рабство во всех будущих штатах севернее этой линии, кроме Миссури. Вирджинский сенатор Джеймс Барбур 6 февраля в частном письме написал, что вирджинские конгрессмены готовы пойти на компромисс на условиях Томаса, и что президент вместе с кабинетом тоже советуют принять компромисс, опасаясь что иначе страна окажется под угрозой раскола. Однако, многим политикам Вирджинии казалось, что Монро поддерживает компромисс только для того, чтобы выиграть президентские выборы и готов ради этого пожертвовать интересами южных штатов. «Зачем нам уступать? — спрашивал ричмондский журналист Томас Ритчи, — чтобы спасти вирджинского президента? Потому что эти люди обещают иначе разрушить Союз?».
Узнав об этих разговорах, Монро заявил, что он считает запрет рабства в Миссури неконституционным, что компромисс предложен всеми, кто боится распада Союза, и что он не прилагал усилий к тому, чтобы стать президентом, как и не будет прилагать к тому, чтобы удержаться у власти. Между тем 19 февраля сенат принял билль о принятии Мэна и Миссури с «поправкой Томаса», но Палата отклонила его, и приняла свой собственный билль, включающий ограничение на рабство. 2 марта Джон Холмс из Массачусетса предложил Палате проект билля о принятии Мэна и Миссури, и на этот раз билль был принят. Сенат согласился с этим решением. В результате 3 марта 1820 года штат Мэн (с конституцией, запрещающей рабство) был принят в Союз, а 6 марта жителям Миссури было разрешено создать свою конституцию, которая бы не ограничивала рабство в штате.
3 марта, перед тем как подписать оба билля, Монро созвал собрание кабинета для обсуждения Миссурийского вопроса. Он поставил два вопроса: 1) Имеет ли право Конгресс запрещать рабство на территориях и 2) Остаётся ли запрет в силе, когда территория становится штатом. Кабинет ответил положительно на первый вопрос, но раскололся во мнениях по второму вопросу (Адамс отвечал положительно, а Кэлхун отрицательно).

### Президентские выборы 1820 года

Распределение голосов выборщиков в 1820 году.

В начале апреля 1820 года конгрессмен Самуэль Смит призвал всех республиканцев Конгресса собраться на встречу 8 апреля для выбора кандидатов в президенты и вице-президенты, но на встречу собралось только 40 конгрессменов, которые в итоге решили, что выбирать кандидатов нет смысла. Никто не оспаривал президентство у Монро, и только против вице-президента Томпкинса были отдельные возражения. Принятие Миссурийского компромисса привело к появлению недовольных президентством Монро в Нью-Йорке и Пенсильвании, но и там на голосовании в легислатурах победил Монро. Когда прошло голосование, только один из выборщиков (Уильям Пламер из Нью-Гэмпшира) проголосовал не за Монро, а за Джона К. Адамса. Монро получил 231 голос, в том числе от бывшего президента Джона Адамса, который состоял в коллегии выборщиков в том году. Дэниель Томпкинс был переизбран вице-президентом 218-ю голосами против 14-ти.
14 ноября 1820 года Монро отправил в Конгресс своё четвёртое годовое обращение, самое короткое из всех. Он отметил, что страна вышла из кризиса, отметил успехи южноамериканских республик, и не предложил никаких изменений во внешней политике. Чуть позже пришло известие, что Испания ратифицировала договор Адамса-Ониса. 22 февраля 1820 года состоялся официальный обмен договорами. Эндрю Джексон был назначен губернатором Территории Флорида.

## 1821

### Конгресс в феврале 1821
14 февраля 1821 года Конгресс произвёл подсчёт голосов выборщиков, при этом возникла проблема с голосами от Миссури, который ещё не был формально принят в Союз. Это вызвало много споров, хотя и не влияло на результат, и в итоге Генри Клей предложил составить два списка голосов: с голосами от Миссури и без. Вопрос с принятием Миссури оставался нерешённым, но возникли опасения, что тот может остаться независимым штатом и утянет за собой другие западные штаты, поэтому 26 февраля Палата представителей приняла резолюцию, принимающую Миссури в Союз на общих основаниях. Миссурийский вопрос, таким образом, был закрыт, и Конгресс, перед завершением сессии, принял закон о сокращении армии. Это решение было принято в основном ввиду заключения мирного договора с Испанией. Армия на тот момент формально насчитывала около 12000 человек, хотя её реальная численность была всего около 7000 человек. Военный секретарь предлагал такое сокращение ещё в декабре, рекомендуя сократить армию до 6316 человек. Предполагалось, что такое сокращение позволит сэкономить 1 миллион долларов в год. Одновременно Кэлхун навёл порядок в структуре армии и следил за совершенствованием системы подготовки офицеров.
В ту же сессию Конгресс постановил сократить расходы на строительство береговых укреплений с $800 000 до $202000, и приостановить финансирование уже начатых проектов. Это было неприятное для Монро решение, который с первых лет президентства настаивал на совершенствовании береговой обороны. Он созвал кабинет и спросил, можно ли как-то изыскать средства на завершение уже начатых работ. Члены кабинета высказали самые разные мнения, но в итоге сошлись на том, что имеющиеся средства не стоит тратить таким образом.

### Вторая инаугурация
Вторая инаугурация Монро должна была пройти 4 марта 1821 года, но это число пришлось на воскресение, поэтому церемонию перенесли на один день вперёд. Адамс писал по этому поводу в дневнике, что 4 марта оказалось чем-то вроде междуцарствия, когда президента формально не существовало, и это не на что не повлияло, но в других обстоятельствах могло бы привести к непредсказуемым последствиям. В 11:15 члены кабинета собрались в Белом доме, откуда вместе с Монро отправились в Капитолий, который уже был восстановлен после ремонта. Президент ехал в карете, запряжённой четвёркой лошадей, без всякого эскорта. Адамс писал, что он был одет в чёрный суконный костюм слегка старомодного типа. Вице-президент Томпкинс отсутствовал, поскольку приносил должностную клятву в Нью-Йорке. В здание Капитолия был свободный вход, поэтому очень много народу скопилось на верхних галереях и стоял такой шум, что инаугурационную речь президента было почти не слышно. После этого Джон Маршалл принял у него присягу, и Монро покинул здание под аплодисменты публики. В Белом доме был устроен приём, а чевером президент присутствовал на балу в Браунс-Отеле.
В инаугурационной речи, которая была опубликована в газетах на следующий день, Монро дал краткий обзор своего первого президентства. По стилю и содержанию речь напоминала ежегодные обращения к Конгрессу, но была значительно короче. В ней не было ярких, запоминающихся фраз. В речи Монро коснулся отношений с индейцами: он сказал, что прежняя политика себя не оправдала, и что следовало бы лишить индейские земли суверенитета, чтобы на них распространялись гражданские законы, и можно было бы заняться образованием индейцев и научить их самодостаточной экономике.

## 1822

### Споры о полномочиях Конгресса
Президент Монро воспользовался своим правом вето всего один раз, это произошло на 1-й сессии 17-го Конгресса в мае 1822 года. Ранее у Монро были расхождения во взглядах с Конгрессом в вопросе о полномочиях Конгресса в деле строительства дорог. Монро неоднократно говорил об этом с первого года своего президентства, но не достиг взаимопонимания. Ещё в 1818 году Конгресс принял билль о финансировании дороги, известной тогда как Камберлендская дорога, а впоследствии как «Национальная дорога». Монро был против этого закона, но постепенно смирился с ним. Камберлендская дорога действовала, но к 1822 году постепенно испортилась. 29 апреля 1822 года Палата представителей приняла закон о ремонте дороги, а также о постройки пунктов сбора дорожной пошлины («An act for the preservation and repair of the Cumberland road»). 3 мая билль был принят сенатом.
На следующий же день, 4 мая, Монро наложил вето на этот закон. Его обращение к Конгрессу по этому поводу стало одним из самых длинных обоснований наложенному вето. Монро соглашался с тем, что Конгресс имеет право строить дорогу на территории штатов с их согласия, однако ремонт и сбор пошлин означает, что Конгресс распространяет на дорогу свой суверенитет и фактически принимает её в свою собственность. Он утверждал, что право на сбор пошлин не проистекает ни из одного другого, явно прописанного, права Конгресса, и в данном случае нельзя применить принцип подразумеваемых полномочий. Монро видел альтернативу только в принятии поправки к Конституции. 6 мая Конгресс пытался преодолеть вето, но на это было мало шансов: сам закон был принят большинством 87-68, а на голосовании по преодолению вето только 68 голосов были за, и 72 против.
Споры о Камберлендской дороге затянулись на несколько лет. Монро возвращался к этой теме в декабре 1822 года, в своём ежегодном обращении к Конгрессу. В 1823 году несколько раз предлагались поправки, дающие Конгрессу право заниматься внутренними улучшениями, но они так и не были приняты. В обращении к Конгрессу 1823 года Монро снова вернулся к этой теме, предлагая найти какие-то иные выходы, ввиду того, что все предложенные поправки не были одобрены. Решение так и не было найдено, и проблема перешла по наследству к следующему президенту, Джону Куинси Адамсу.

### Признание Мексики и Колумбии

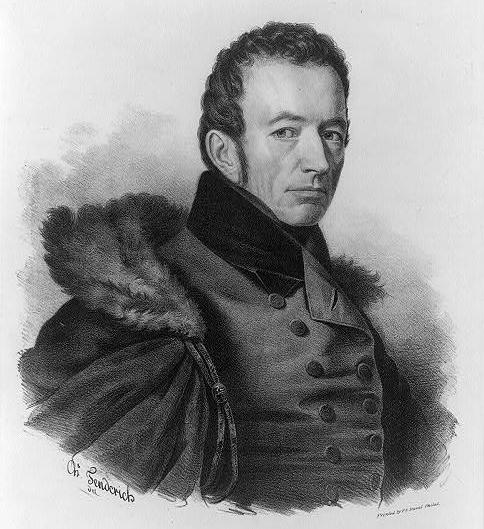
Джоэл Пойнсетт, первый посол США в Мексике

Общественное мнение с США всё больше симпатизировало войне южноамериканских колоний за независимость, но правительство США в этом вопросе вело себя сдержанно. В послании Конгрессу в ноябре 1820 года Монро отметил успехи американских провинций, а в 1821 году в Конгрессе стали звучать призывы к признанию новых государств. В ноябре 1821 года Генри Клей предложил билль, подразумевающий выделение средств на содержание после в Южной Америке. Билль был принят, но без практических последствий. 10 февраля Клей предложил резолюцию, призывающую к признанию республик. Монро в декабре 1821 года снова отметил большие успехи новых государств. И только в начале 1822 года Монро и Адамс почувствовали, что настало время признать южноамериканские правительства. 8 марта 1822 года Монро призвал Конгресс признать новые государства, поскольку исход их войны с Испанией уже очевиден.
На момент этого заявления в Южной Америке сложилось уже четыре независимых государства: Соединённые провинции Южной Америки (Аргентина) (с 1816 года), Чили (с 1817 года), Колумбия (с 1819 года) и Мексика (с 1821 года). Обращение Монро к Конгрессу стало неформальным актом признания. Уже 9 марта, испанский посол в США, Дон Хуакин де Андуага, выразил своё удивление и сожаление этим фактом, и обратил внимание на анархическое состояние южноамериканских республик. Но уже 19 июня Монро официально принял колумбийского посла Самуэля Торреса, и Колумбия стала первой признанной республикой. 12 декабря 1822 года Монро принял мексиканского посла Хосе Мануэля Зозайа. В январе 1823 года были признаны Аргентина и Чили. Ещё ранее, 4 мая 1822 года Конгресс выделил $100 000 на содержание посольств во всех четырёх республиках. Первым послом США в Колумбии стал Ричард Андерсон Младший, а первым послом в Мексике — Джоэл Пойнсетт. Американская пресса сдержанно отреагировала на признания. Одни газеты писали, что это как минимум не принесёт вреда, другие утверждали, что это поможет развитию торговли, а некоторые утверждали, что экономика Южной Америки ещё слишком слаба и не производит ничего полезного.
Реакция европейских государств была спокойной: Альберт Галлатин писал из Лондона, что признание республик стало неожиданностью, но в Европе настолько не любят испанское правительство, что едва ли кто-то будет возражать. Признание республик укрепило международное положение США; поскольку новые государства избрали республиканский вид правления, то США перестали быть единственной республикой в мире.

## 1823

### Доктрина Монро
Весной 1823 года США признали Аргентину и Чили, а летом, в июле, тревогу правительства вызвало продвижение Российской империи на Аляске. Госсекретарь Адамс объявил российскому послу, что США будут оспаривать право России на колонизацию Североамериканского континента и что они против любой новой колонизации континента европейскими державами. В ноябре 1823 года Монро начал готовить ежегодное обращение к Конгрессу, а перед этим, 9 октября, госсекретарь получил письмо от американского посла в Англии (Раша): тот писал, что министр иностранных дел Великобритании, Джордж Каннинг, неофициально предложил сделать совместную декларацию по ситуации в Южной Америке. Каннинг писал Рашу, что у Испании нет шансов вернуть колонии и их признание Британией есть вопрос времени, что Британия не претендует на испанские колонии, но и не хотела бы их захвата другой державой. В это время французская армия как раз успешно подавляла испанскую революцию и в августе 1823 года вернула к власти короля Фердинанда VII. Возникла опасность того, что Франция при помощи соседних держав может попытаться завоевать южноамериканские республики.
Монро запросил совета у Мэдисона и Джефферсона. Он сказал, что если Священный союз сумеет захватить южноамериканские государства, то следом может создать угрозу и для США. Оба бывших президента посоветовали принять предложение Каннинга. Джефферсон сказал, что Куба теоретически может пожелать войти в состав США, но этим можно пожертвовать ради соглашения с Англией. Он сказал, что первая и главная максима состоит в том, чтобы не влезать в европейские конфликты, а вторая: чтобы европейские государства не участвовали в американских делах. Кроме того, 16 октября Адамс получил ноту от российского посланника Барона де Тейля, который сообщал, что Россия будет придерживаться нейтралитета в вопросе Южной Америки. 7 ноября Монро собрал на совещание членов кабинета (кроме болеющего Кроуфорда). На совещании Кэлхун предложил принять предложение Каннинга и отказаться от любых претензий на Южную Америку, даже ценой отказа от перспективы получить Техас и Кубу. Адамс возразил, что Техас и куба могут однажды сами захотеть присоединиться к США. После этого Монро ещё около недели не знал, что ответить Каннингу.

13 ноября стало известно, что французская армия захватила Кадис, подавив последний очаг сопротивления испанцев. 15 ноября кабинет снова собрался; Кэлхун утверждал, что есть реальная опасность вторжения армий Священного союза, Адамс же отрицал такую возможность. 16 ноября пришли новые письма от Раша, из которых следовало, что Британия уже не так решительно настаивает на совместной декларации. На собрании 21 ноября были рассмотрены ответы Каннингу и российскому посланнику и в тот же день Монро зачитал кабинету текст обращения к Конгрессу. Адамс посчитал стиль обращения слишком резким и попросил скорректировать его, чтобы не вызвать международного конфликта. В итоге текст, после многочисленных корректировок, был зачитан Джеймсом Монро в Конгрессе 2 декабря 1823 года. Почти всё обращение было посвящено международному положению. Ближе к концу Монро коснулся вопроса американского нейтралитета: он сказал, что США не будут вмешиваться в дела ныне существующих колоний, но готовы защищать интересы тех государств, что уже добились независимости.
Общественность США в целом позитивно восприняла заявление Монро. Некоторым не понравилось, что президент слишком мало внимания уделил Греческой революции. Даниел Уэбстер приватно писал, что американцам греки так же близки, как и народы Анд. Британский посол писал в Лондон, что американцы отнеслись к доктрине президента с единодушным одобрением. Джон Криттенден писал из Кентукки, что никогда ещё не видел такого всеобщего одобрения, что теперь люди чувствуют себя защитниками государств Южной Америки. «И правда, сэр, вы заставили меня гордиться своей страной больше прежнего», писал он. Ассамблея Пенсильвании приняла резолюцию, одобряющую курс президента. Были и скептики: Уилли Магнум, член палаты представителей от Северной Каролины, усомнился, что Конгресс сможет отстоять заявленные принципы, если возникнет такая необходимость.

### Статьи
- Нечай С. Л. Президент Монро и споры о рабстве в Конгрессе США в 1819—1821 годах // Всеобщая история: современные исследования: Межвузовский сборник научных трудов.. — Брянск, 2013. — Вып. 22. — С. 74—88. Архивировано 23 мая 2017 года.